# Steve Berry
Steve Berry (Atlanta, 2 september 1955) is een Amerikaans auteur. Zijn boeken kenmerken zich door een mengeling van historische feiten en fictie.